# 7digital
7digital – brytyjska platforma muzyki cyfrowej i usług radiowych utworzona w 2004 roku przez Bena Drury’ego i Jamesa Kane’a. Siedziba platformy znajduje się w Londynie.
W 2008 7digital otrzymało 4,25 miliona funtów wsparcia finansowego. W październiku platforma zatrudniała 45 pracowników i miała zarejestrowanych 1,3 kont użytkowników. W 2009 roku za kwotę 7,7 milionów funtów HMV wykupiło 50% udziałów w 7digital. W 2012 roku 7digital otrzymało 10 milionów dolarów wsparcia finansowego od dwóch przedsiębiorstw z branży technologii. W 2014 roku 7dogital zostało połączone z UBC Media Group. W 2015 roku 7digital było dostępne w 82 państwach. Partnerami 7digital są Guvera, Onkyo, Samsung i BlackBerry.